# Estrela de hélio
Uma estrela de hélio é uma estrela de tipo espectral O ou B cujo espectro mostra linhas de absorção de hélio especialmente fortes, e linhas de hidrogénio débeis ou ausentes. As estrelas de hélio extremas não apresentam traços de hidrogénio, enquanto que as estrelas de hélio médias mostram linhas de hidrogénio visíveis mas mais débeis que nas estrelas normais. A perda das camadas exteriores de hidrogénio, deixando exposto o núcleo de hélio, pode dever-se a um forte vento estelar (como nas estrelas Wolf-Rayet), ou à transferência de massa numa estrela binária cujos componentes estão muito próximos (estrelas binárias de contacto). As estrelas γ² Velorum e α Telescopii são dois exemplos de estrelas de hélio.
Denomina-se variável de hélio a uma estrela Bp (B peculiar) onde a intensidade das linhas de absorção de hélio varia periodicamente.